# Papír

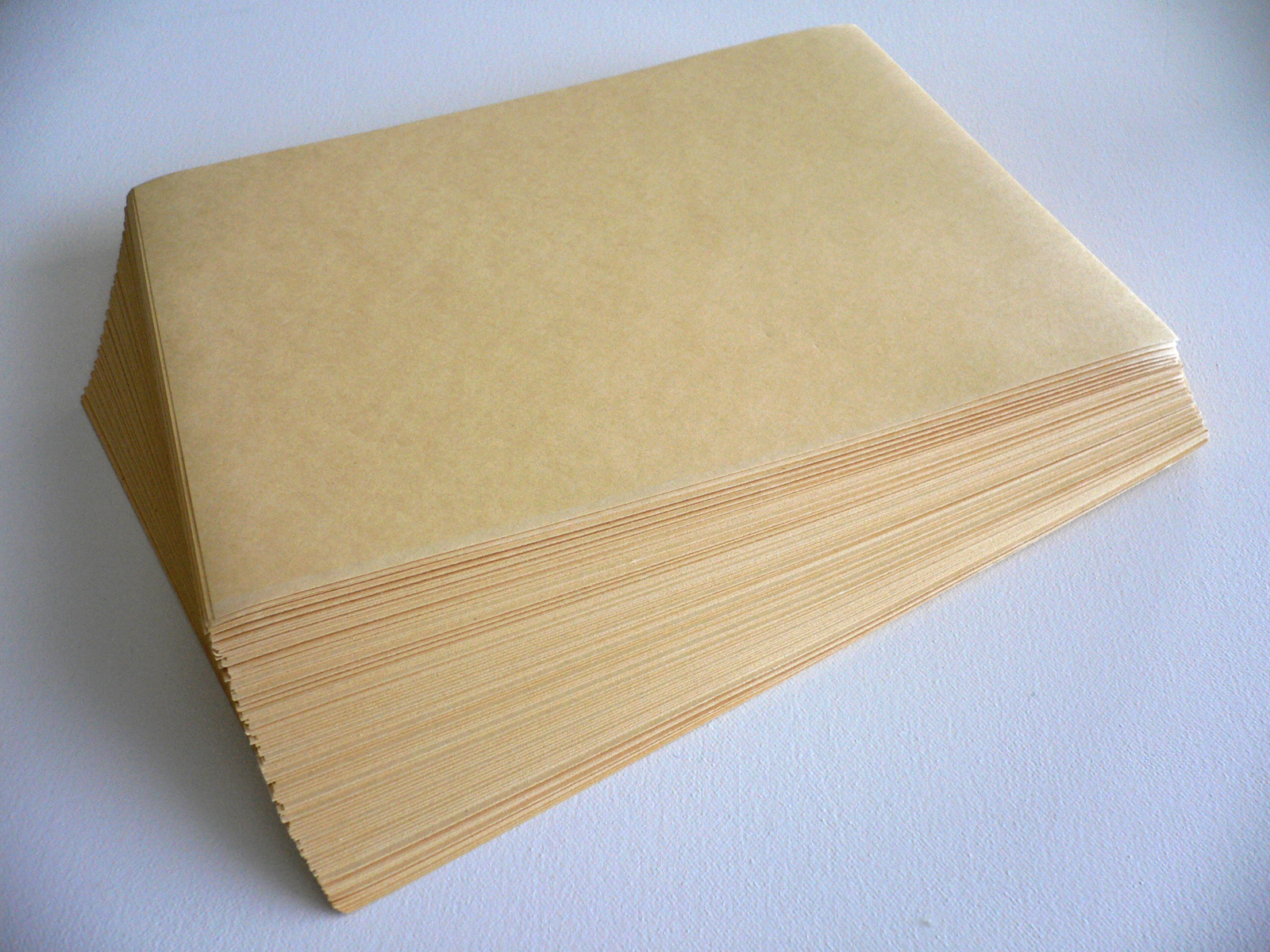
Egy papírtömb

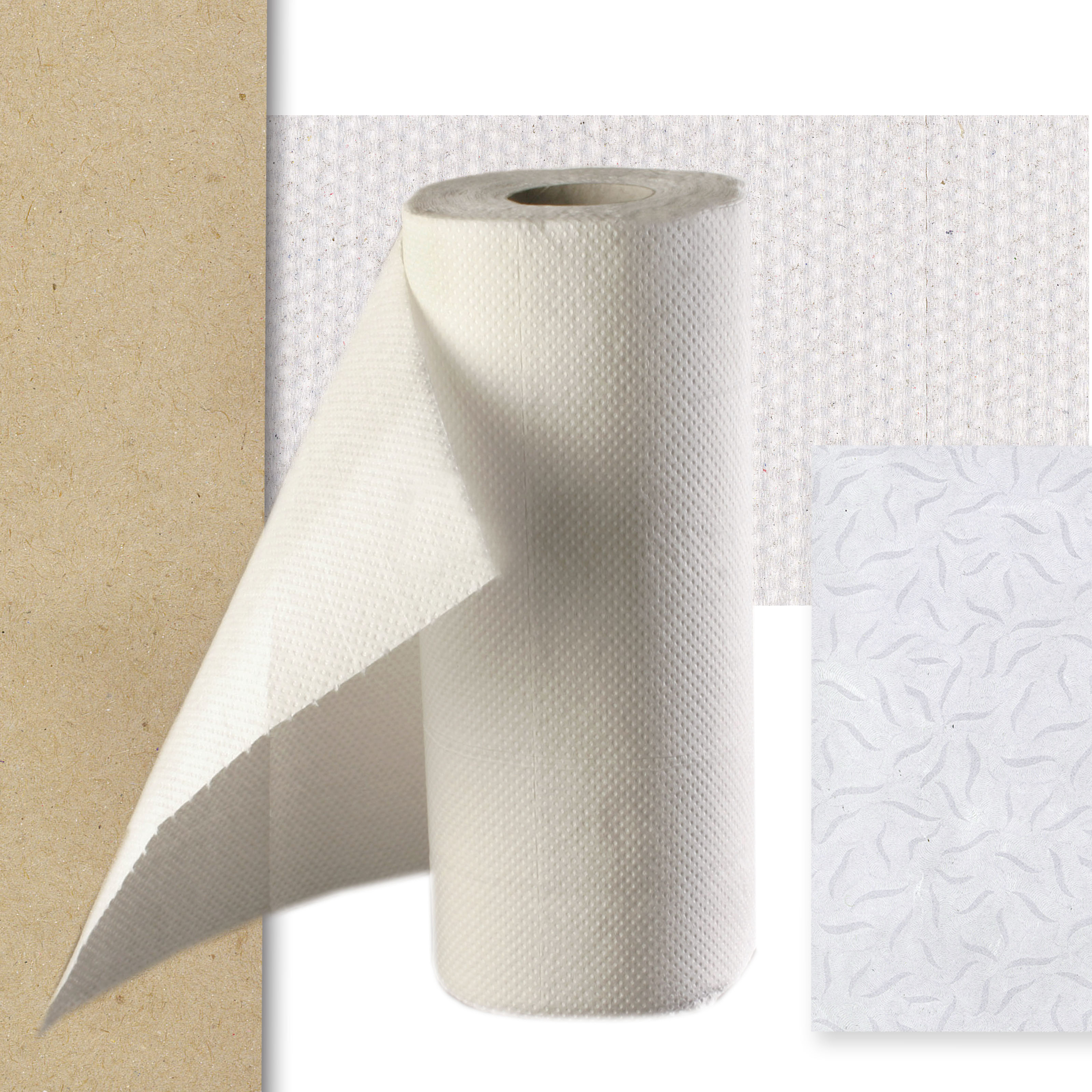
Különböző papírok, amiket naponta használunk

A papír egy olyan mesterséges anyag, amelyre írnak, rajzolnak, nyomtatnak, színeznek, festenek – 
vagy amelyet csomagolásra és formák megjelenítésére használnak. Természetes vagy mesterséges növényi anyagokból képzett rostok „nemezelésével”, majd összepréselésével készül, melyet a rendezetlen fizikai állapotban lévő elemi szálak súrlódási ereje és egy kémiai kötés, a hidrogénkötés tart össze. A papír tehát nem összetévesztendő a pergamennel, amely állati eredetű, pontosabban bőr anyagból készült, vékony hártya.
Alapanyaguk szerint két fajtát különböztetünk meg:
- természetes papír
- szintetikus papír

## A név eredete
A papír szó egy ókori egyiptomi, írásra használt anyag görög elnevezéséből, a papiruszból származik, mely az alapanyagául szolgáló növényről kapta a nevét.

## A papír története
Története szorosan összefügg az írás történetével. Az ember a beszéd kialakulását követően később az élet szinte minden területén szükségét érezte a tapasztalatai lejegyzésének és továbbításának is. Ennek a technikai fejlettségtől függően népenként más-más lehetőségei voltak. Az ősember még egy edénybe kavicsokat dobálva számolta a napokat, és a barlang falára rajzolta a vadászat emlékeit. Később megjelent a karcolt fakéreg, a csomózott zsinór, a vésett kő, majd a karcolt és égetett agyagtábla. Az agyagtáblákat legalább 6000 éve, Mezopotámiában használták először, innen származnak azok az emlékek, amelyeket a legrégebbi írásnak nevezünk.
Megközelítőleg 5000 évvel ezelőtt már készítettek papiruszt, a főleg a Nílus deltájánál termő papiruszsásból. A növény különböző részeit számos dologra felhasználták, az étkezéstől a ruhakészítésig. A papiruszlapot a szár puhább, belső részéből állították elő. A hosszabb írásokat csíkszerűen egymáshoz ragasztották, a két végére fapálcákat ragasztottak, és tekercs formájában tárolták, a fontosabb iratokat pedig fahengerbe tették, vagy bőrbe tekerték. Az egyiptomiak később iparszerűen űzték a papirusz gyártását, és több száz évig ellátták a környező államokat is. Ám a később kialakuló politikai helyzet miatt Egyiptom beszüntette a papirusz kivitelét, ezért a környező országok más anyag után kényszerültek nézni.
A pergament a kis-ázsiai Pergamon városában állították elő. Állati bőrből készítették, amit finomítottak és fehérítettek. A pergamen hamarosan kiszorította a papiruszt, de azokban az országokban, ahol gyártották, a papirusz még pár száz évig használatos volt. A pergament hajtogatni is lehetett, és így alkalmas volt könyvtest készítésére. A 3–4. században kialakuló kódexek is pergamenre íródtak, egészen a papír megjelenéséig.

Papírkészítés az ősi Kínában

Kínában valószínűleg már időszámításunk előtt ismerték a papírt. Megjelenéséig Kínában főleg selyemre vagy bambuszszeletekre rajzoltak vagy írtak. A papír feltalálója nem ismert, az viszont bizonyos, hogy Caj Lun, a császári udvar egyik minisztere 105-ben egy rendeletében megállapítja a papírra írt beadványok érvényességét. Főleg a selyemhernyó tenyésztéséhez is fontos eperfából és bambusznádból készítették a rostanyagot. A gyártás titkát sokáig őrizték Kínában, és hosszú idő kellett az ismeretek elterjedéséhez. Az első gyárat viszont a Kínába vezető kereskedelmi út egyik fontos állomását jelentő Szamarkand városában alapították, miután a kínaiak 751-ben vereséget szenvednek az araboktól a Talasz folyónál, és az arab mesterek eltanulták a papírkészítést a fogságba került kínai papírkészítő foglyoktól. Tehát az arab papírkészítés története Szamarkandban kezdődött el. A papírgyártás tudománya azután innen terjedt el a muszlim országokban: a következő századokban papírkészítő műhelyek alakultak Szíria, Palesztina, Perzsia és India arab uralom alatt lévő városaiban is. Majd a hódító arabokat követve a 10. században Kairóban, 1100 körül már a marokkói Fezben is dolgoztak papírmerítők. A papírkészítés tudománya a 9. században, Észak-Afrikán keresztül eljutott Európába is. Az arabok elsősorban rongyot használtak alapanyagnak, ez így terjedt el Európában is.
Magyarországon az első papírmalmok valószínűleg a 16. században keletkeztek, de a dátumai bizonytalanok: Lőcse (1520-as évek; de 1530-ban leégett), Brassó (1543, vagy 1539-ben Honter Jánosé), Bártfa (1548), Kolozsvár (1550 vagy 1563), Nagyszeben (1573, vagy 1555-ben a Jörg nevű papírkészítőé) és Liptószentmihály (1596). A papír gyártásának technikája sok évszázadon keresztül változatlan maradt, de a 18. század elején megjelent egy termelékenyebb papírmalom, az ún. hollandi malom, amit Hollandiában találták fel. A második nagy áttörés 1799-ben történt, amikor egy papírgyári munkás, Louis Robert feltalálta a síkszitás papírgépet. Ez idő tájban kezdték alkalmazni a vízjelet is – amelynek tárgya a papírmalom, a tulajdonos, a papírkészítő, vagy a papírfajta szimbolikus vagy megnevezett jelölése volt.
A papírgyártás egészen a 19. századig meglehetősen körülményes és drága maradt, egészen addig, míg a papír előállítására el nem kezdték használni a gőzhajtású papírmalmot, amelyben fából is elő tudták állítani a papírgyártáshoz szükséges rostokat. Az 1871-ben megjelent Vasárnapi Ujság így számolt be erről az újításról: „Dublin mellett egy kereskedő oly módszert talált fel, melynek segélyével fából papirt készít. A fa egészen rostokká romboltatik és egy 200 l. légnyomásu gőzkatlanba helyeztetik, a honnan mint sárgás kásanemü folyadék kerül ki. Ebből készül a papir. Mondják, hogy az ily módon elkészült papir ép oly jó, mint a rongyból készült.”

## A gyártás

### Gyártásszükségletek
Ha a papírt fából gyártják, 1 tonna fehér papír előállításához a szükséges anyag és energia:
- 417 m³ víz
- 1700 kg fa (kb. 15-17 fa)
- 717 kWh energia
- 181 kg mészkő
- 87 kg kén
- 6 t gőz
- 60 kg klór

Az előállításra felhasználhatnak egyéb cellulóztartalmú anyagokat, például szalmát, rongyot, hulladékpapírt stb. Figyelemreméltó, hogy 1 tonna hulladék újságpapírból 12 kifejlett fa anyagának megfelelő papír állítható elő.

### A gyártás menete
A fa alapanyagból való gyártás menete:
- a kivágott fa kérgét lehántják, a megtisztított részt apróra darabolják;
- vegyszerekkel vagy gépi darálókban leválasztják a cellulózrostokat, ennek eredménye egy sűrű pép;
- a pépet többször öblítik és mossák, többnyire klórral fehérítik;
- a pépből egy szitaszalag kirázza a vizet, a maradék széles papírlappá áll össze;
- a papírszalagot nedves görgőkön és melegített hengereken futtatva megszárítják;
- az elkészült papírt feltekercselik.

Hogy milyen fajta lesz a papír, az a pépesítésnél dől el. Vegyszeres pépesítéssel erős papírt állítanak elő – ilyen például a nyomó- és az írólap, az élelmiszeres zacskó és a hullámkartondoboz. Ez az eljárás nem túl hatékony, mert a fának csak egy részéből lesz papír. A folyamat „iszapos” hulladékát (a fa vegyszerekkel kevert maradékát) rendszerint elégetik. A gépi pépesítés nagyjából kétszer több energiát fogyaszt, de a fa 95%-át papírrá alakítja. Az ilyen papír általában gyengébb minőségű, könnyebben sárgul: főként újságokat, telefonkönyveket nyomtattak rá.

### Újrahasznosítás
Környezetkímélő gyártási mód a papír-újrahasznosítás, melynek célja új papírtermék készítése hulladékpapír felhasználásával. A folyamat magában foglalja a hulladékpapír összegyűjtését, fajták szerinti válogatását, feldolgozását és az így előállított nyersanyag felhasználásával történő új papírtermék gyártását.
Az újrahasznosítás folyamata a hulladékpapír összegyűjtésével kezdődik.Az összegyűjtött papírhulladék egy hulladékválogatóba kerül, ahol elvégzik a szennyezőanyagoktól való megtisztítását és a hulladékpapír fajták szerinti kézi vagy gépi szétválogatását, osztályozását. Ezt követően tömörítik, és a bálákat az újrahasznosítást végző papírgyárba szállítják, ahol azokat vizet és vegyszereket tartalmazó pépesítő tartályban áztatják. Az így kapott pépet vagy zagynak nevetett anyagot ezután különféle formájú és méretű lyukakat és réseket tartalmazó szitákon nyomják át, hogy az apró szennyeződésektől (műanyagdarabkáktól, maradék ragasztóanyagoktól) megtisztítsák. A szűrés után következik a festékek és tintamaradványok eltávolítása, majd ha fehér újrahasznosított papír készül, a pép fehérítése hidrogén-peroxid vagy klór-dioxid hozzáadásával. Utolsó lépésként a rostok között található vizet szívással vagy párologtatással eltávolítják, az így kapott alapanyagot általában új cellulózzal keverik, majd papírterméket készítenek belőle. Bizonyos esetekben – például újrahasznosított üdítős- és tejesdobozok gyártása során – nem pépet állítanak elő, hanem a papírt ledarálják, és magas hőmérsékleten összetömörítik.
Az újrahasznosítás során felhasznált hulladékpapírok a bennük lévő szennyezőanyagok, tintamennyiség, rosttartalom stb. alapján 5 csoportba sorolhatók.
Az újrahasznosítás során felhasznált hulladékpapír különböző forrásokból származhat a papír életciklusától függően. A rendeltetésszerűen felhasznált, magánszemélyek, háztartások, kereskedelmi, ipari, intézményi egységek által elfogyasztott papír általában gyenge minőségű, szennyezett, begyűjtése és tisztítása erőforrásigényes feladat, ezért ez a fajta papírhulladék az újrapapír előállítása során csak kevésbé nyereségesen használható fel. A gyártási melléktermékként (például papírgyárakban) keletkező nyesedék papírok vagy a végfelhasználóhoz el nem jutó papírhulladék anyagok (például el nem adott napilapok) egyenletes minőségüknek és koncentrált keletkezési helyüknek – könnyű begyűjthetőségüknek – köszönhetően hatékonyabban feldolgozhatók, ezért ezek a papírhulladékok képezik legnagyobb részt az újrahasznosított papír alapanyagát.
A 2020-as évek elején tapasztalható változó fogyasztási szokások következtében azonban a háztartási hulladékpapír, mint az újrahasznosított papír alapanyaga, egyre nagyobb szerepet kap.
Az újrahasznosított alapanyagokból készülő papír minősége a gyártás módjától, a felhasznált alapanyagoktól függően változik. A kiváló minőségű papírok között találhatók az irodai-, másoló- és nyomtatópapírok, levél- és jegyzetfüzetpapírok, a gyengébb minőségű termékek között a kartonpapírok, csomagolóanyagok, újságpapírok. Újrahasznosított papírból leginkább újságpapír és csomagolóanyag készül.
Az újrahasznosítás folyamata során a hulladékpapír kb. 80%-a kerül ténylegesen újrahasznosításra, a maradék 20%, amely gémkapcsokból, műanyagból, egyéb szennyeződésekből áll össze, közönséges hulladékként a szeméttelepen végzi.
A papírhulladék átlagosan 58%-át hasznosítják újra a világban. Ez az arány Európában a legmagasabb (70-75%), Észak-Amerikában a második legmagasabb (60% körül), Ázsiában, Latin-Amerikában és Afrikában a legalacsonyabb 50% alatti aránnyal. Mivel bizonyos papírhulladék-fajták (ételes dobozok, papírtányérok, poharak egészségügyben használt papíranyagok, zsebkendők stb.) szennyezőanyagoktól való megtisztítása nem könnyen megoldható feladat, a hulladékok egy része nem újrahasznosítható, vagyis az újrahasznosítási arány 80-85%-nál elméletileg sem lehet magasabb.
Az Európai Unió a 85%-os papír-újrahasznosítás arányt tűzött ki célul 2035-ig.
Európában csaknem 50 millió tonna újrahasznosított papírt használnak fel évente, amely mennyiség kétharmada 4 országban (Németországban, Franciaországban, Spanyolországban, Olaszországban) összpontosul.
Magyarországon az újrafeldolgozás aránya 2014-ben 31%-os volt, és számottevően nem javult az azóta eltelt években.
A papír újrahasznosítása számos előnnyel jár. Mivel a papírgyártás a globális fakitermelés kb. 35%-áért felelős, a papír újrahasznosítása csökkenti az üvegházhatást fokozó gázok kibocsátását, vagyis hozzájárul a szén-dioxid megkötéséhez, illetve mérsékli a hulladéklerakás okozott környezetterhelést és az égetés során felszabaduló CO2 kibocsátást, továbbá 7-57%-kal csökkenti a papírgyártással járó víz és energiaszükségletet is. 
, bár az újrahasznosított anyagokból készülő kartonpapír energia és vízigénye 40-150%-kal magasabb, mint a hagyományos eljárással készülő kartonoké. A papír újrahasznosítása csökkenti a hulladékpapír égetésével járó levegőszennyezést és helyet takarít meg a hulladéklerakókban. Mindazonáltal a hulladékpapír begyűjtése, szétválogatása, feldolgozása számottevő erőforrásigénnyel rendelkezik, és az újrahasznosítást csak néhány alkalommal lehet elvégezni a rostanyag minőségének, használhatóságának romlása miatt.
A papír újrahasznosítás története 19. század elejéig nyúlik vissza. 1800-ban szabadalmaztatta a németországi születésű, Nagy-Britanniában élő Matthias Koops papírgyáros azt az eljárást, amely a hulladékpapírból történő papírkészítést költséges len- vagy pamutrongy anyagok felhasználása nélkül tette lehetővé. Így a Koops által 1801-ben Londonban megalapított Straw Paper Manufacturing Company tekinthető a legelső papírgyárnak a világon, amely kifejezetten papírhulladékból készített papírt. Bár a vállalkozás hamar csődbe ment, és Koops módszere csak fokozatosan szorította háttérbe az akkoriban elterjedt rongyanyagokon alapuló papírgyártás gyakorlatát Koops szabadalma azonban túlélte feltalálóját, és módszere a mai napig a papír újrahasznosítás alapjának tekinthető.
Március 1. az újrapapír világnapja. A Magyarországról indult kezdeményezés célja, hogy felhívja az emberek figyelmét a környezetvédelemre, a pazarló papírfogyasztásra.

## A papírok csoportosítása
Összetétel szerint:
- fatartalmú
- félfamentes
- famentes

Négyzetméterenkénti tömegük szerint:
- lágypapír
- lemez
- karton

### A természetes papír
Ez a papírfajta nagyrészt növényi eredetű rövid rostokból áll, és e rostoknak a vizes szuszpenzióból való kiszűrése, összekuszálása, préselése, majd szárítása útján készül. A természetes papírt – viszonylag gyorsan lebomló anyag lévén – mindenütt környezetbarátnak tekintik.

### Szintetikus papírok
Mesterséges polimerekből, kőolajszármazékokból előállított óriásmolekulából készül, a hagyományos papírgyártástól csekély mértékben vagy néha teljes egészében eltérő módokon. Több fajta szerkezeti felépítése lehet. Külsőre a legtöbb fajtája alig különbözik a természetes papírtól, viszont szinte elszakíthatatlanok, nehezen gyűrődnek, vízhatlanok, és nem penészednek. Meleg hatására sem sárgulnak. Az olajos anyagok jól megtapadnak rajta, viszont sok esetben nehezen száradnak, és a vizes tinta összeszalad a felületén. Csak műanyagalapú ragasztó használható hozzá, de oldószerektől megduzzadhat. A természetes papírhoz hasonlóan éghető, de annál erősebben képes elektrosztatikusan feltöltődni.
Többféle előállítási móddal készülhetnek:
- jelentős mennyiségű műszál belekeverése a rendes papírpépbe (ebben hasonlít a hagyományos papírgyártáshoz);
- levegőben összekevert műszálak összepréselése és összeolvasztása melegítéssel;
- levegőben összekevert műszálak kötőanyagba mártása, majd kiszűrése és szárítása;
- a polimerhártyák bevonása porózusos réteggel (mázzal).

### Mechanikailag ellenálló papírok
Bizonyos polimeralapú papírok nagy mechanikai igénybevételnek is ellenállnak, de az eddig gyártott legerősebb papírt grafénból készítette egy orosz–holland kutatócsoport.
Jellemző, hogy a mechanikailag erős papírokat sokszor nem nyomtatási célra készítik, sokkal inkább fóliaként alkalmazzák őket, technikai célokra, kompozitok készítéséhez, például a repülőgépiparban.

## Felhasználás

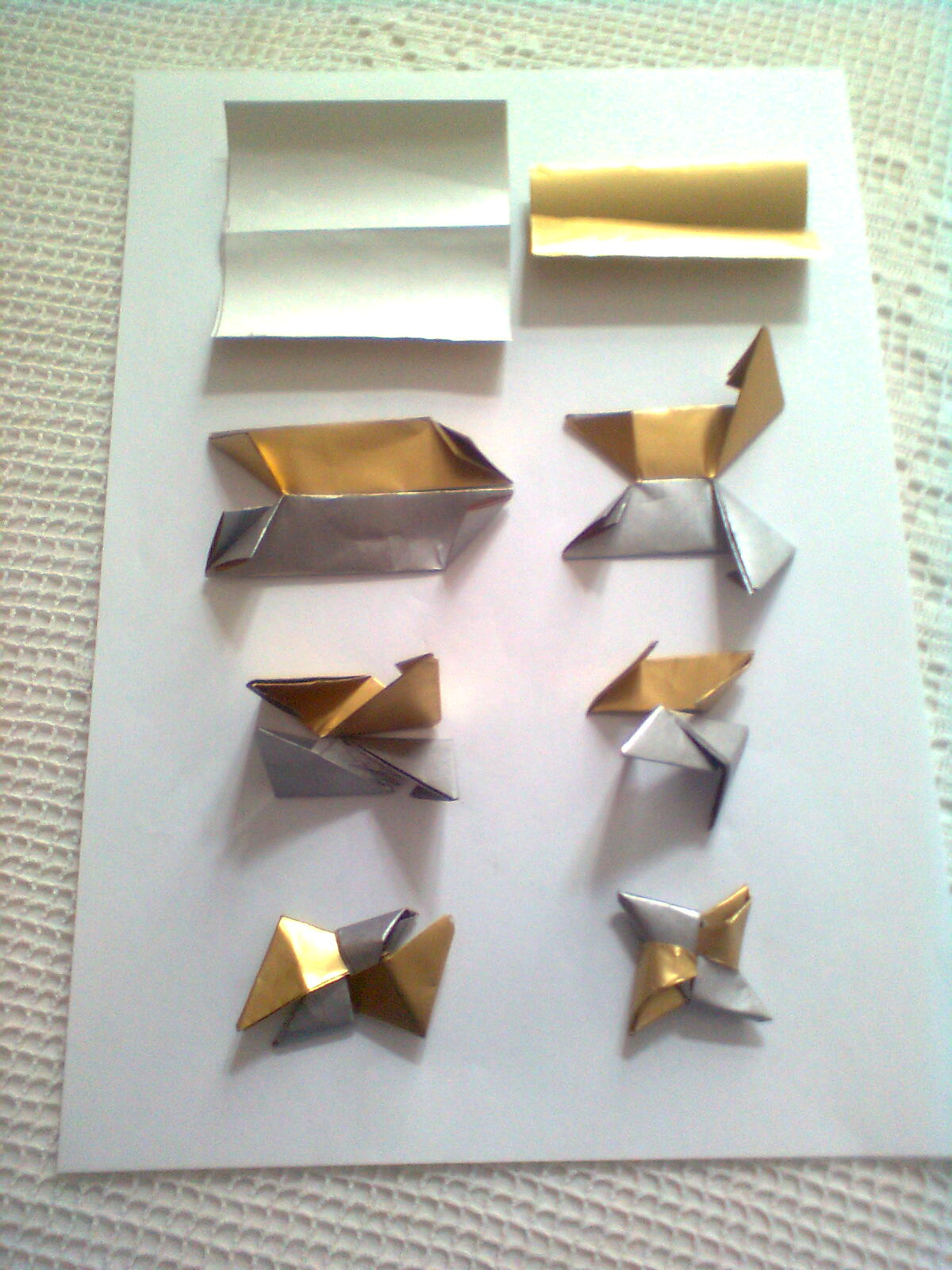
Papírdekorációk

A papírt elsődlegesen nyomdákban használják fel, és nyomdai úton, elsősorban ofszet nyomdai eljárással készítenek belőle különböző nyomatokat. Az ofszet nyomdai eljárást egyre újabb, festéktakarékos technológiák kezdik kiszorítani. A papírra való hagyományos, ólombetűs szedési eljárással történő nyomtatást Johannes Gutenberg találta fel. A papírból továbbá füzeteket és könyveket is készítenek.

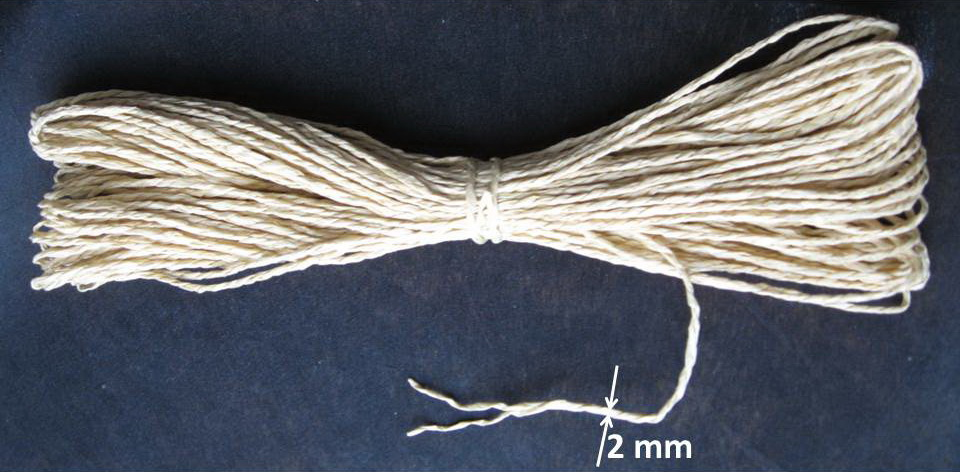
Papírspárga (2 papírfonal összesodrásával készült)

A másik fő felhasználási terület a csomagolóipar, ami környezetvédelmi szempontból is egyre jelentősebbé válik. Az újrahasznosított papírból készült csomagoló- és tárolóanyagok kevésbé terhelik a környezetet, mint a műanyagalapúak.
Kreatív és hobbi célokra is használják, mint a rajzolás vagy festészet. A papír az alapanyaga például az origaminak is, amely magyarul papírhajtogatást jelent.
Papírszalagok megsodrásával papírfonalat is készítenek, amelyből papírspárgát vagy szövéssel, kötéssel, fonatolással zsákokat, kábelszigeteléseket stb. állítanak elő, de kézimunkázáshoz is felhasználják különböző dísztárgyak, dekorációs anyagok készítésére.

## Papírméret
A modern korban a papírt legtöbbször szabványos méretben gyártják. Magyarországon az A sorozat, ezen belül az A4-es méret a leggyakoribb. Emellett találhatunk B sorozatot, amit leggyakrabban könyvnyomtatásra használnak, és a C sorozat, pedig levélméretet jelent.

## Érdekességek
A papír vastagsága minden félbehajtással megduplázódik, így ha egy átlagosnak vehető, 0,1 mm vastag másolópapírt 42-szer félbe tudnánk hajtani, vastagsága elérné a 242 · (0,1 mm) ≈ 439 805 km-t, ami meghaladja a Föld-Hold távolságot. A valóságban azonban a papír a minőségétől és a hajtogatások irányától függően csak véges számban hajtható félbe.
Britney Gallivan 2011-ben állította fel rekordját, amikor egy 1200 méter hosszú WC-papírt 12-szer hajtott félbe.

## Fordítás
- Ez a szócikk részben vagy egészben  a   Paper című angol Wikipédia-szócikk fordításán alapul.  Az eredeti cikk szerkesztőit annak laptörténete sorolja fel. Ez a jelzés csupán a megfogalmazás eredetét és a szerzői jogokat jelzi, nem szolgál a cikkben szereplő információk forrásmegjelöléseként.